# Крістін Армстронг
Крістін Армстронг (англ. Kristin Armstrong; нар. 11 серпня 1973) — американська велогонщиця, триразова олімпійська чемпіонка.

## Виступи на Олімпіадах
| Олімпіада   | Дисципліна                         | Місце |
| ----------- | ---------------------------------- | ----- |
| Афіни 2004  | особиста шосейна гонка             | 8     |
| Пекін 2008  | особиста шосейна гонка             | 25    |
| Пекін 2008  | шосейна гонка з роздільним стартом | 1     |
| Лондон 2012 | шосейна гонка з роздільним стартом | 1     |
| Ріо 2016    | шосейна гонка з роздільним стартом | 1     |